# إذا تريد أن تكون رئيسا؟
إذاً تريد أن تكون رئيساً؟ (بالإنجليزية: So You Want to Be President)‏ هو كتاب مصور للأطفال باللغة الإنجليزية، من تأليف جوديث سانت جورج ورسوم ديفيد سمول.
نشر عام 2000 ويقدم دليلاً شاملاً إلى رؤساء الولايات المتحدة، وكذلك نوابهم.

## الوصف
يتكون الكتاب من اثنين وخمسين صفحة، وتتناول كل صفحة رئيساً من الرؤساء الاثنين والأربعين وأسلوب حياتهم والوظائف التي عملوا بها وشخصياتهم. ورسم كل رئيس بأسلوب الكاريكاتير وفي مشاهد مضحكة. وبجوار النسخة المطبوعة نشر الكتاب أيضاً بأسلوب برايل وككتاب مصور وككتاب مسموع.

## الجوائز
وفاز ديفيد سمول بميدالية كالديكوت عن رسوم الكتاب عام 2001.